# Raimon de Tors de Marseilha
Raimon de Tors de Marseilha (fl. 1257-1265) è stato un trovatore provenzale.

## Biografia
Originario della "città delle torri (tors)" a Marsiglia (Marseilha), un distretto in cui il vescovo locale possedeva molte torri. Della sua opera ci sono pervenuti sei sirventes a tema morale e politico.
Raimon era uno spassionato oratore, ugualmente solidale con la causa guelfa di Carlo I d'Angiò e quella del ghibellino Enrico di Castiglia. Nutriva grande affetto per Alfonso X di Castiglia, ma non aveva mai visitato la Spagna. Similmente a molti trovatori contemponei, odiava i "falsi chierici" di qualsiasi fazione, denigrandoli in modo esteso nella sua poesia. Metricamente e ritmicamente, Raimon nella sua Ar es dretz q'ieu chan e parlle imita l'Apres mon vers vueilh sempr'ordre di Raimbaut d'Aurenga.
La canzone più divertente e più interessante è senza dubbio la sua lamentazione contro le suocere, A totz maritz mand e dic.